# Sainte-Chapelle
Sainte-Chapelle (pol. Święta Kaplica) – dwukondygnacyjna kaplica zamkowa położona w centrum dawnej siedziby królewskiej na wyspie Cité w Paryżu.

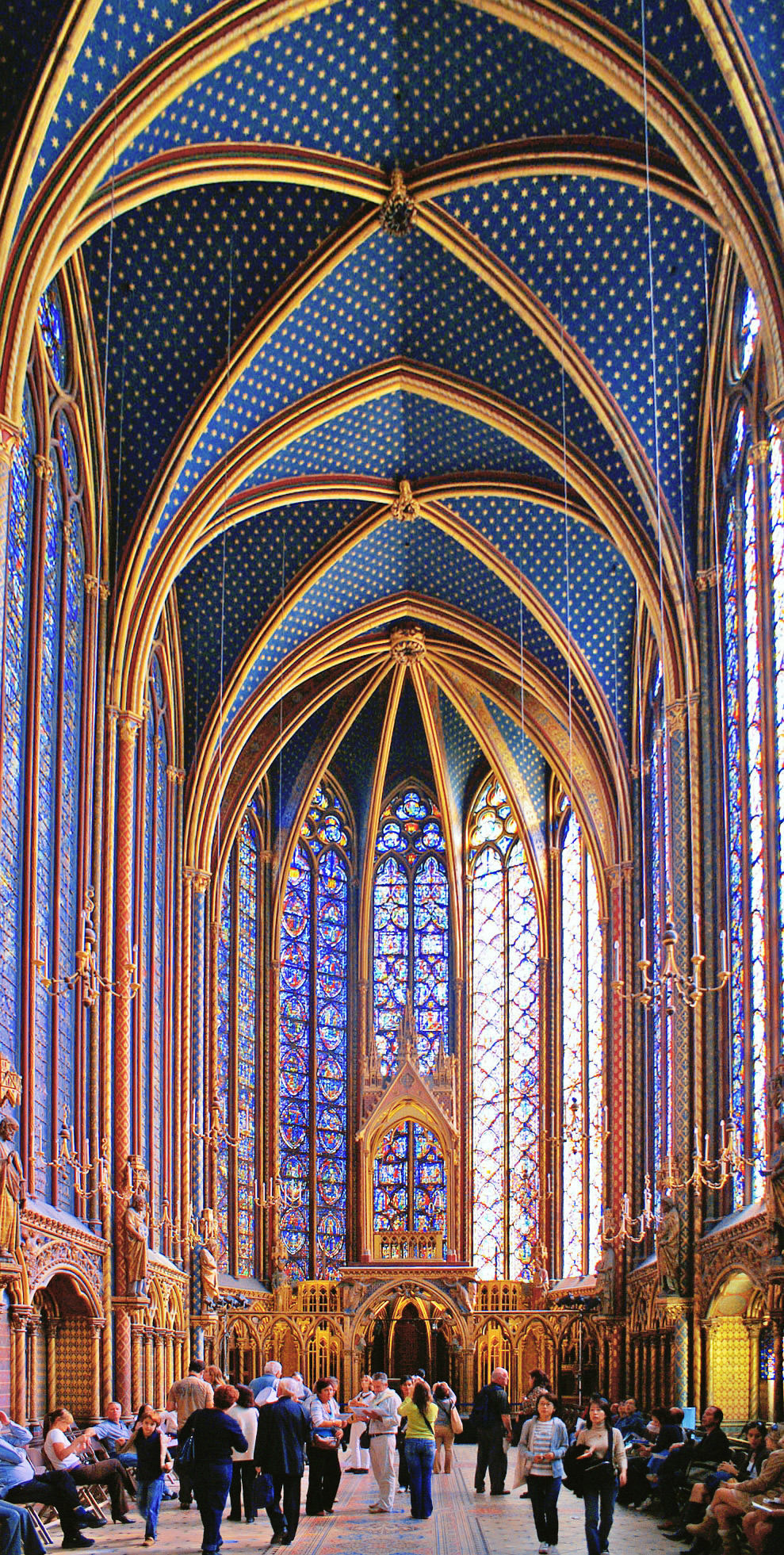
Wnętrze górnej kaplicy

Ufundowana przez króla Francji Ludwika IX jako miejsce przechowywania cennych relikwii: Chrystusa, z koroną cierniową na czele, oraz świętych patronów Francji. Należy do cennych przykładów architektury gotyckiej ściśle zintegrowanej z gotyckim wystrojem z dziełami malarstwa ściennego i witrażowego oraz rzeźbami zawierającymi bogate treści ideowe podkreślające Chrystusa jako Najwyższego Króla, a co za tym idzie potęgę władzy monarszej we Francji. Swoim wyglądem nawiązuje do relikwiarzy skrzynkowych, powszechnych już w złotnictwie doby romanizmu. Jest przykładem sztuki dworskiej o wysokim znaczeniu dla rozwoju architektury sakralnej, stanowi wzór dla licznych gotyckich kaplic zamkowych w Europie Łacińskiej.
Jej architektem był prawdopodobnie Pierre de Montreuil.

## Historia
Inicjatorem budowy i fundatorem był król Francji Ludwik IX Święty, który chciał wznieść pomieszczenie dla jednej z najcenniejszych relikwii świata chrześcijańskiego – korony cierniowej, którą cesarz Konstantynopola Baldwin II zastawił w Wenecji, a Ludwik Święty wykupił w 1239 r. Tam też znalazły się inne relikwie związane bezpośrednio z ukrzyżowaniem Chrystusa, w tym gwóźdź oraz fragment Krzyża Świętego. Cena nabycia relikwii była niemalże trzykrotnie wyższa od kosztów budowy Sainte-Chapelle.
Kaplica stanowiła część dawnego zamku-rezydencji królewskiej Kapetyngów. Została zbudowana w latach 1241–1248 prawdopodobnie przez Pierre’a de Montreuila. Znany jest z licznych przekazów ikonograficznych, w tym z miniatury z Bardzo bogatych godzinek księcia de Berry autorstwa Braci Limbourg.
W średniowieczu kaplica pełniła funkcję wielkiego repozytorium relikwii; oprócz relikwii Chrystusowych, dla których zastrzeżono górną kondygnację, w dolnej kaplicy znalazły się relikwiarze na relikwie świętych patronów Francji, m.in. świętych: Marcina, Ludwika z Tuluzy, Seweryna. Dwukondygnacyjny podział ten odzwierciedla się również w wyglądzie głównej, zachodniej fasady. W 1630 r. część wnętrza zniszczył pożar. W czasie rewolucji francuskiej kaplicę zamieniono na magazyn mąki. Został zniszczony przede wszystkim zespół relikwiarzy, w tym główny, złoty relikwiarz mieszczący pamiątki po męce i śmierci Chrystusa. Tenże relikwiarz został przetopiony.
Relikwie i zbiory ze skarbca trafiły m.in. do skarbca katedry Notre-Dame. Część rozproszonych dzieł przekazano do Luwru, Musée de Cluny i Biblioteki Narodowej. Po zniszczeniach rewolucyjnych rekonstrukcję wykonano w latach 1838–67, pod kierunkiem m.in. Feliksa Dubana i Eugène’a Viollet-le-Duca. W latach 1853–57 pod kierunkiem Jeana-Baptiste’a Lassusa wybudowano obecną 33-metrową wieżyczkę na sygnaturkę wieńczącą dach kaplicy. Zabiegi konserwacyjne przywróciły kaplicy pierwotny gotycki wygląd usuwając m.in. elementy wyposażenia z okresu baroku.

## Architektura
Umieszczona w obrębie dziedzińca Pałacu Sprawiedliwości kaplica jest dwukondygnacyjna – dolna dla członków dworu, górna (połączoną pierwotnie z pokojami monarchy) dla rodziny królewskiej. Strzelistość budowli podkreślają również uskokowe przypory zwieńczone pinaklami. Fasadę zachodnią flankują dwie niskie wieże ozdobione koronami cierniowymi, co nawiązuje do relikwii, dla której kaplicę zbudowano. Okna górnej części kaplicy przedłużone są zwieńczeniem w postaci trójkątnych wimpergów, prawdopodobnie pierwszy raz zastosowanych w budowli gotyckiej.
Jest to kaplica podwójna, dwukondygnacyjna na planie prostokąta z przedsionkiem i poligonalną apsydą, zwieńczona smukłą iglicą. Dolną kaplicę, przeznaczoną pierwotnie dla zwykłych uczestników nabożeństw, (trójnawową) zdobi bogata polichromia pochodząca z XIX wieku, pierwotny wystrój wnętrz został zniszczony przez powódź w 1690 roku.
Część górna Sainte-Chapelle, jednoprzestrzenna, początkowo połączona z apartamentami królewskimi i przeznaczona do wyłącznego użytku dworu. Znajduje się w niej 15 okien z XIII wieku o łącznej powierzchni 618 m². Zdobią je wspaniałe witraże, każdy o wysokości 15 m, przedstawiające sceny ze Starego i Nowego Testamentu. Ich łączna liczba to 1134. Szczątkowo zachowane malarstwo ścienne górnej kondygnacji, jak na to uwagę zwrócił Robert Branner, ma wyraźny związek z pracami warsztatu Potocki-atelier.
Na zachodniej fasadzie kościoła znajduje się wielka rozeta ufundowana przez Karola VIII w 1485 r. Przedstawia ona sceny z Apokalipsy św. Jana. Na kolumnach rozdzielających witraże umieszczono 12 drewnianych posągów apostołów.